# باتريشيا فار
باتريشيا فار (بالإنجليزية: Patricia Farr)‏ هي ممثلة أمريكية، ولدت في 15 يناير 1913 في كانساس سيتي في الولايات المتحدة، وتوفيت في 23 فبراير 1948 في بربانك في الولايات المتحدة بسبب سرطان البنكرياس.

## وصلات خارجية
- باتريشيا فار على موقع IMDb (الإنجليزية)
- باتريشيا فار على موقع أول موفي (الإنجليزية)
- باتريشيا فار على موقع قاعدة بيانات الأفلام السويدية (السويدية)
- باتريشيا فار على موقع قاعدة بيانات الفيلم (الإنجليزية)
- باتريشيا فار على موقع كينوبويسك (الروسية)